# La Reine Margot (film, 1910)
Pour les articles homonymes, voir La Reine Margot (homonymie).
Pour plus de détails, voir Fiche technique et Distribution.
La Reine Margot est un film français réalisé par Camille de Morlhon en 1910.

## Fiche technique
- Titre : La Reine Margot
- Réalisation : Camille de Morlhon
- Scénariste : Camille de Morlhon d'après le roman d'Alexandre Dumas
- Pays d'origine : France
- Format : Noir et Blanc - 1,33:1 - Film muet
- Date de sortie : 1910 (Paris)

## Distribution
- Berthe Bovy : la reine Margot
- Pierre Magnier
- Émile Dehelly
- Paul Amiot
- René Gréhan
- Jules Leitner